# Ingram de Balliol
Ingram de Balliol (auch Enguerrand de Balliol; † zwischen 1239 und 1244) war ein anglonormannischer Adliger.

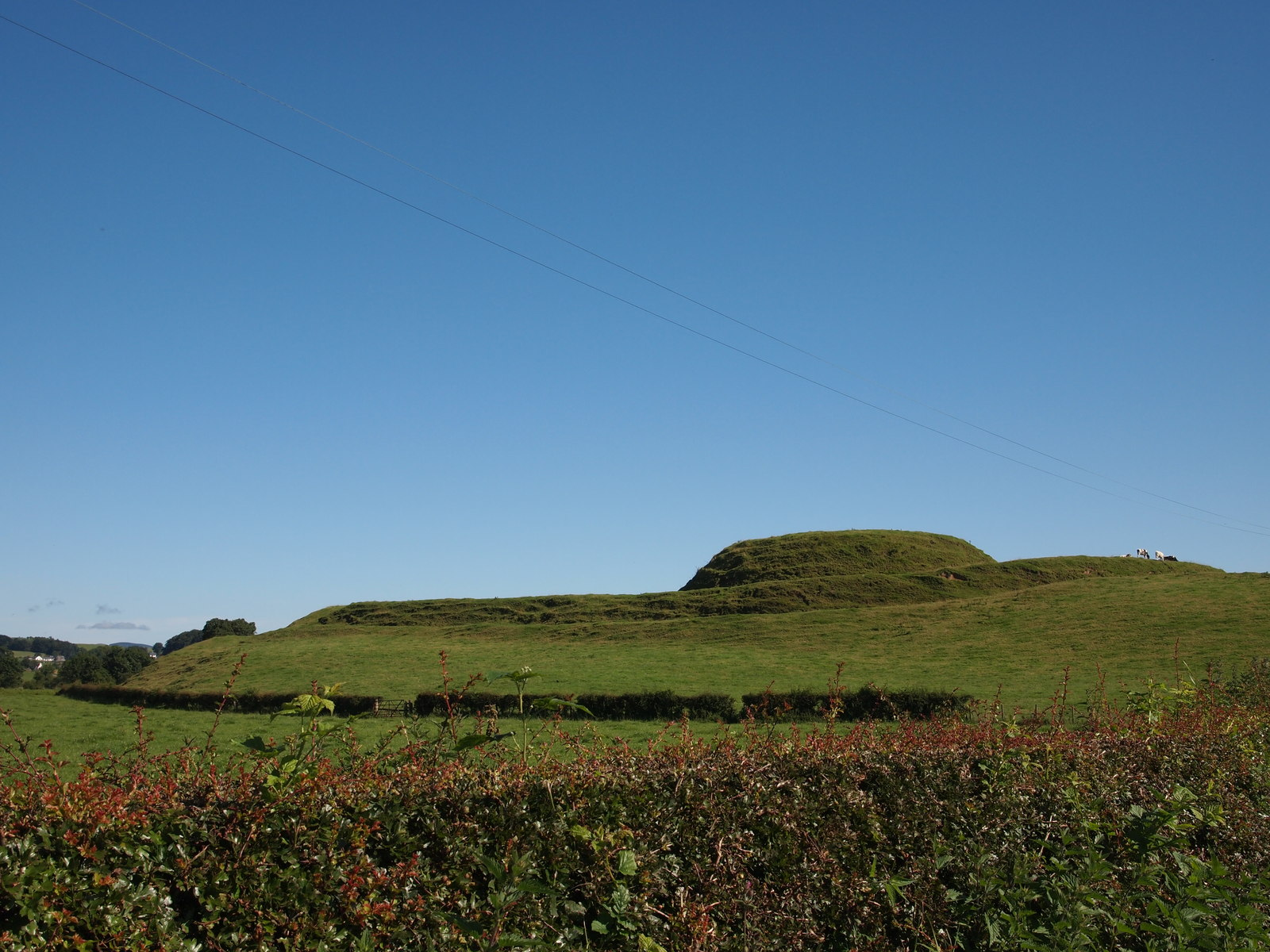
Der Burghügel der Motte von Urr in Galloway, die durch Heirat in den Besitz von Ingram de Balliol kam

Ingram entstammte der Familie Balliol, einer anglonormannischen Adelsfamilie. Er war ein jüngerer Sohn von Eustace de Balliol, der zunächst die Besitzungen in Nordfrankreich und um 1190 die nordenglischen Besitzungen der Familie geerbt hatte. Ingrams älterer Bruder Hugh de Balliol erbte nach dem Tod ihres Vaters um 1209 die Besitzungen der Familie in Nordengland, während Ingram wahrscheinlich einen Teil der Familienbesitzungen bei Tours-en-Vimeu in der Picardie erbte. Um 1200 kam Ingram wohl nach Schottland und trat in den Dienst von König Wilhelm I. Unter Alexander II., der Ende 1214 seinem Vater als König folgte, gehörte er zum weiteren Kreis der Adligen am Königshof. Im Juli 1215 gehörte er der schottischen Gesandtschaft an, die vergebliche Verhandlungen mit dem englischen König Johann Ohneland in Oxford führte. Als es im Herbst 1215 zum Krieg zwischen England und Schottland kam, kämpfte Ingram auf schottischer Seite, während sein Bruder Hugh de Balliol einer der wichtigsten englischen Kommandanten in Nordengland war. Nach dem Ende des Kriegs bezeugte Ingram zwischen 1219 und 1236 zahlreiche Urkunden von König Alexander II. Er durfte eine der beiden Töchter und Erbinnen des früheren Chamberlain Walter of Berkeley heiraten. Durch das Erbe seiner Frau, deren Vornamen unbekannt ist, kam er in den Besitz der Baronie Inverkeilor in Angus, dazu wurde er als Vasall von Alan, Lord of Galloway Lord von Urr in Galloway.
Mit seiner Frau hatte er mindestens drei Kinder:
- Eustace de Balliol († vor 1276) ⚭ Agnes Percy
- Ellen de Balliol († 1281) ⚭ William de Percy († 1245)
- Henry de Balliol